# Nationaal park Ntokou-Pikunda
Het nationaal park Ntokou-Pikunda is een nationaal park van 4.572 km² in het noordwesten van de Republiek Congo, verspreid over de departementen Cuvette en Sangha. Het park staat bekend als de Green Abyss van J. Michael Fay. 
Het park is voornamelijk opgericht op 28 december 2012 om de populatie van 15.000 westelijke laaglandgorilla's te beschermen. In het park leven ook, naar schatting, 8.000 bosolifanten en 950 chimpansees. 